# الأوكرانيون في فنلندا
كان الأوكرانيون في فنلندا (بالفنلندية: Suomen ukrainalaiset) يُشكِّلون نسبةً ضئيلةً من المهاجرين في فنلندا، غير أن أعدادهم شهدت ازديادًا ملحوظًا منذ عام 2022.

## التاريخ
أقام نحو ستين أوكرانيًا في فنلندا منذ شهر يونيو من عام 1918. غير أنَّ عدد الأوكرانيين المقيمين في البلاد ظلَّ مجهولًا على مرِّ سبعة عقود إلى حين سنة 1992. وقبل الغزو الروسي لأوكرانيا، كان الكثير من الأوكرانيين يتوافدون على فنلندا خلال فصل الصيف للعمل في قطاف التوت. ففي عام 2016، قَدِمَ أكثر من تسعة آلاف أوكراني إلى فنلندا للعمل في قطاف التوت. وقد بلغ متوسط ما جنوه في موسم 2015 نحو 666 يورو.
شهدت أعداد اللاجئين الأوكرانيين تزايدًا كبيرًا ومنذ الغزو الروسي لأوكرانيا سنة 2022. ووصل ما يقرب من 7,000 طفل أوكراني إلى فنلندا بحلول شهر يوليو من نفس العام. وقد استعدَّت المدارس الفنلندية لانطلاق العام الدراسي في الخريف، فوسّعت الفصول، وزادت عدد المعلّمين. قدَّرت وزارة الداخلية عدد اللاجئين الأوكران خلال عام 2022 ما بين 40,000 إلى 80,000 لاجئ.
بلغ عدد الأوكرانيين الذين تقدموا بطلبات إلى دائرة الهجرة الفنلندية 122,000 شخص خلال الفترة الممتدة ما بين 2015 ويوليو 2022. وكان من بينهم 43,500 شخص خلال عام 2022. والتمس قرابة 36,000 منهم الحماية الدولية. وقد نال 95% منهم قرارات بالإيجاب، في ما اعتبرت بقية الطلبات لاغية بانتهاء المدة القانونية.

## التركيبة السكانية
يحتضن إقليمي أوسيما وفارسينايس سوومي أكبر عدد من الأوكرانيين من حيث العدد المطلق، في حين يوجد في بوهيانما أعلى نسبة من الأوكرانيين من حيث النسبة التي يمثلونها من إجمالي عدد السكان. وتحتل اللغة الأوكرانيَّة المركز الثالث بين أكثر اللغات الأجنبية انتشارًا في إقليم بوهيانما الجنوبية. ارتفع عدد متحدثي الأوكرانيَّة بواقع 1,317 شخص في عام 2020، لتصبح خامس أسرع اللغات نموًا بعد الإنجليزيَّة، والروسيَّة، والعربيَّة، والفارسيَّة.
يُشكِّل الرجال 52.2% من المتحدثين بالأوكرانيَّة، فيما توزعت الفئات العمرية كالآتي: 16.2% دون سن الرابعة عشرة، 82.3% بين الخامسة عشرة والرابعة والستين، 1.5% ممن جاوزوا الخامسة والستين.
كانت الزراعة وتربية الماشية من أكثر المهن انتشارًا بين الأوكرانيين اعتبارًا من عام 2019. فقد بلغت نسبة الأوكران الذين اشتغلوا بها 28%. بلغ عدد الأطفال الذين ولدوا لأمهات أوكرانيات في نفس العام 147 طفلًا، وبلغ معدل المواليد 56.7 لكل ألف امرأة، مقارنة بمعدله البالغ 14.9 لدى النساء الفنلنديات.
| الإقليم           | العدد | %     |
| ----------------- | ----- | ----- |
| أوسيما            | 2,266 | 0.13% |
| فارسينايس سوومي   | 1,495 | 0.31% |
| بوهيانما          | 690   | 0.39% |
| ستاكونتا          | 481   | 0.22% |
| بوهيانما الجنوبية | 372   | 0.19% |
| بيركنما           | 358   | 0.07% |
| باقي أنحاء فنلندا | 1,616 | 0.07% |
| فنلندا            | 7,278 | 0.13% |

| البلدية   | العدد | %     |
| --------- | ----- | ----- |
| هلسنكي    | 2793  | 0.32% |
| فانتا     | 1491  | 0.27% |
| إسبو      | 1482  | 0.26% |
| توركو     | 651   | 0.22% |
| نيكارليبي | 354   | 4.75% |
| لايهيا    | 148   | 1.87% |
| سالو      | 145   | 0.28% |
| تامبيري   | 133   | 0.05% |
| جاكوبستاد | 122   | 0.64% |
| سينايوكي  | 116   | 0.18% |
| بوري      | 111   | 0.13% |
| فآسا      | 104   | 0.15% |
| فنلندا    | 7,278 | 0.13% |

## المنظمات
تأسست الرابطة الأوكرانية في فنلندا المعنية بأبناء الجالية في عام 1997. كما توجد منظمة أخرى تدعى الأوكرانيون في فنلندا.

## هوامش
1. ↑  أحد الوالدين أوكراني.